# Weißenbach, Belšak
Weißenbach je naselje v Občini Belšak v Okraju Beljak-dežela na Koroškem v Avstriji.